# Quercus beaumontiana
Quercus beaumontiana är en bokväxtart som beskrevs av Charles Sprague Sargent. Quercus beaumontiana ingår i släktet ekar, och familjen bokväxter.
Artens utbredningsområde är Texas. Inga underarter finns listade.